# Citroën C-Elysée
Pour les articles homonymes, voir Élysée.
La Citroën Fukang, Élysée puis C-Elysée est une berline 4 ou 5 portes dérivée de la Citroën ZX du constructeur automobile français Citroën, assemblée en Chine de 1992 à 2012 par Dongfeng Peugeot Citroën Automobiles. 
La deuxième génération de Citroën C-Elysée est une berline 4 portes fabriquée en Chine et en Espagne depuis 2012.

## Première génération

### Citroën Fukang (1992-2003)

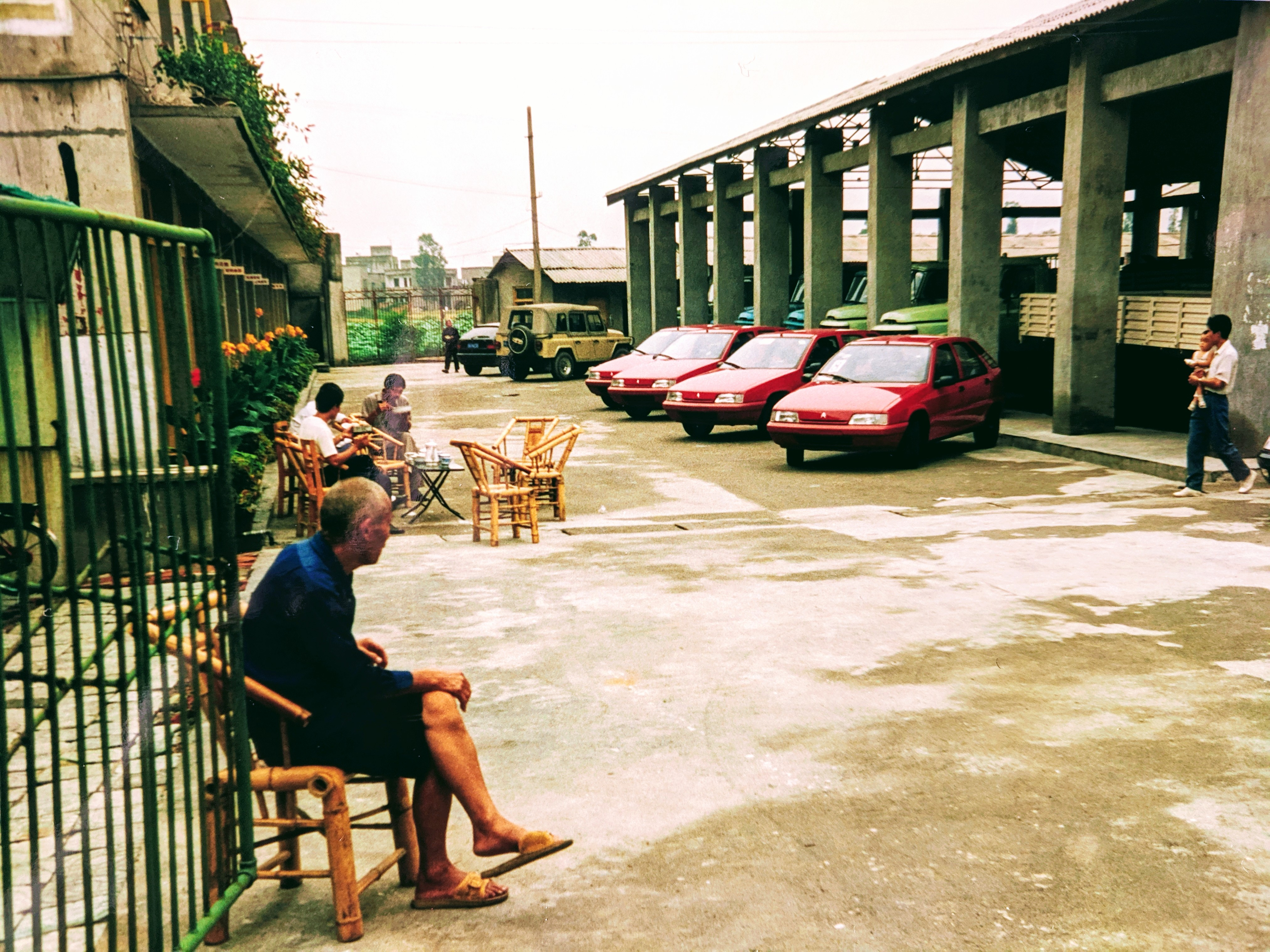
ZX Fukang assemblées en CKD en vente à Chengdu en 1994

Désireux de se lancer à la conquête du marché automobile chinois, Citroën crée en 1992 une coentreprise avec le chinois Second Automobile Works (l'ancien nom de Dongfeng) afin d'y assembler des ZX. Les véhicules sont d'abord assemblés en kits CKD à Xiangyang,. La ZX est renommée Fukang, ce qui signifie « Prospérité » en chinois. 
17 000 kits CKD sont importés de 1992 à 1996. Dès août 1996, le véhicule n'est plus importé en kit, mais véritablement industrialisé sur place dans l'usine de Wuhan,.

Dans un premier temps uniquement disponible en carrosserie bicorps 5-portes, peu appréciée de la clientèle locale, la ZX se décline en version 4-portes tricorps en septembre 1998,.

Modèles fabriqués à Wuhan
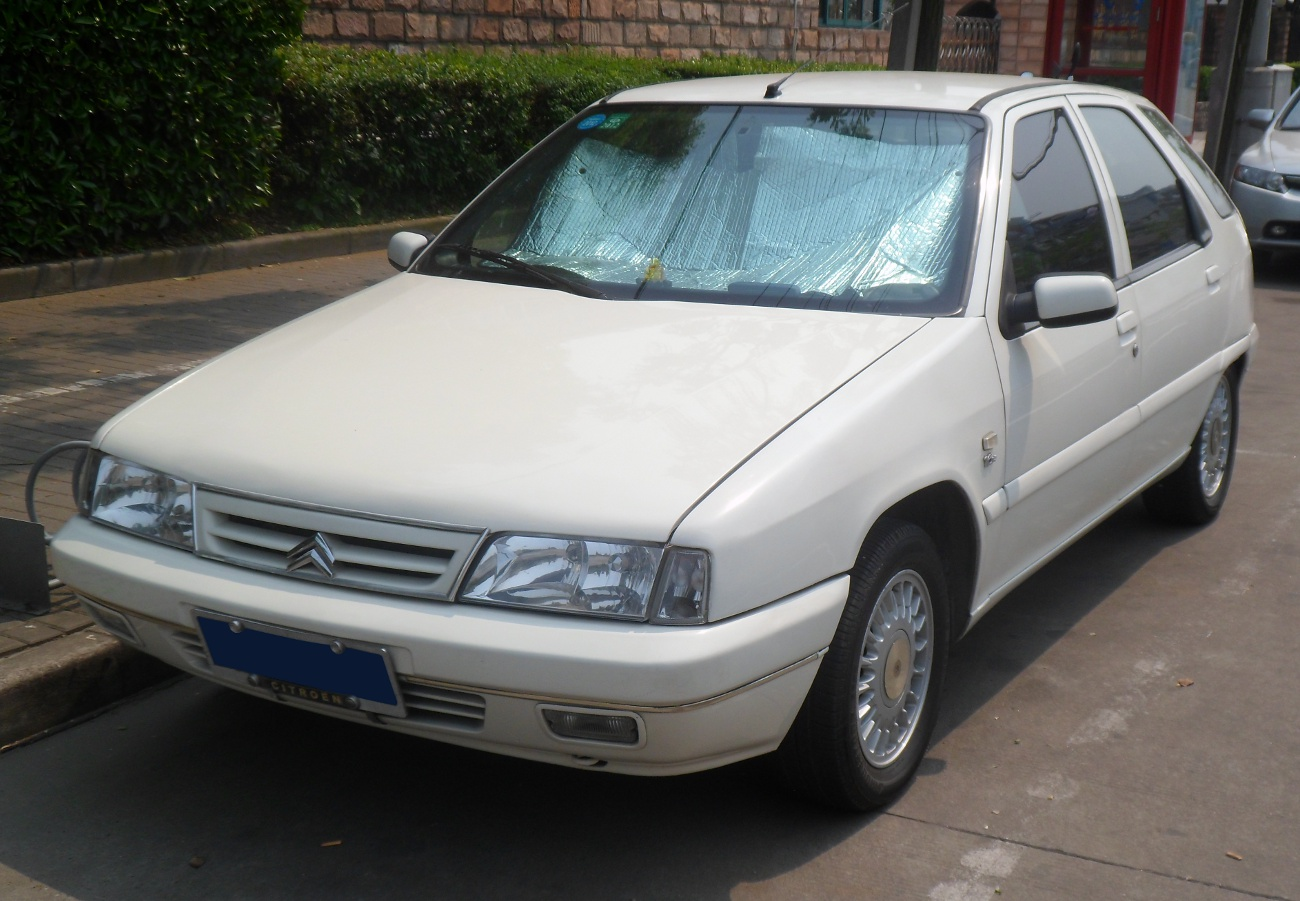
Fukang 5 portes
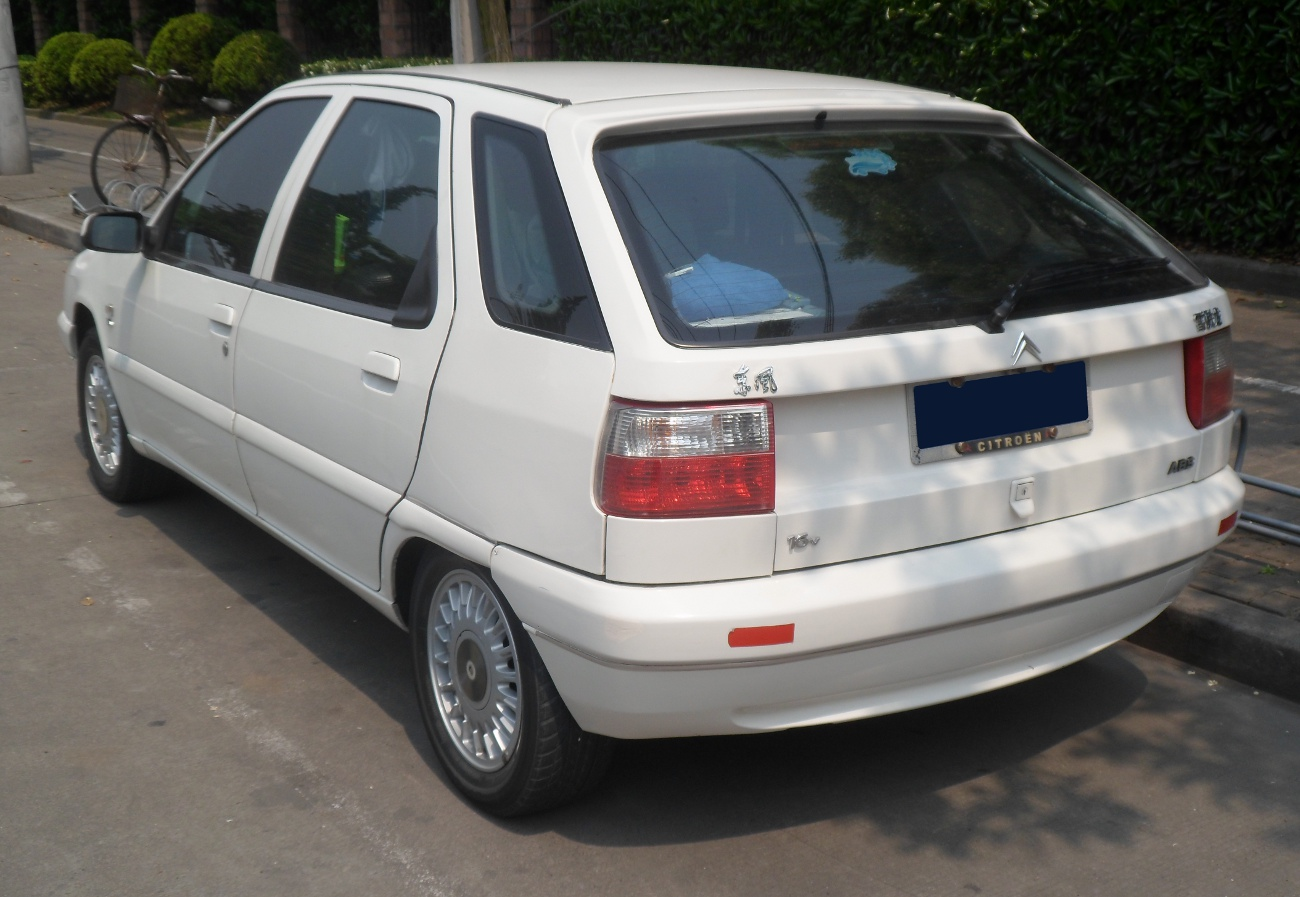
Fukang 5 portes
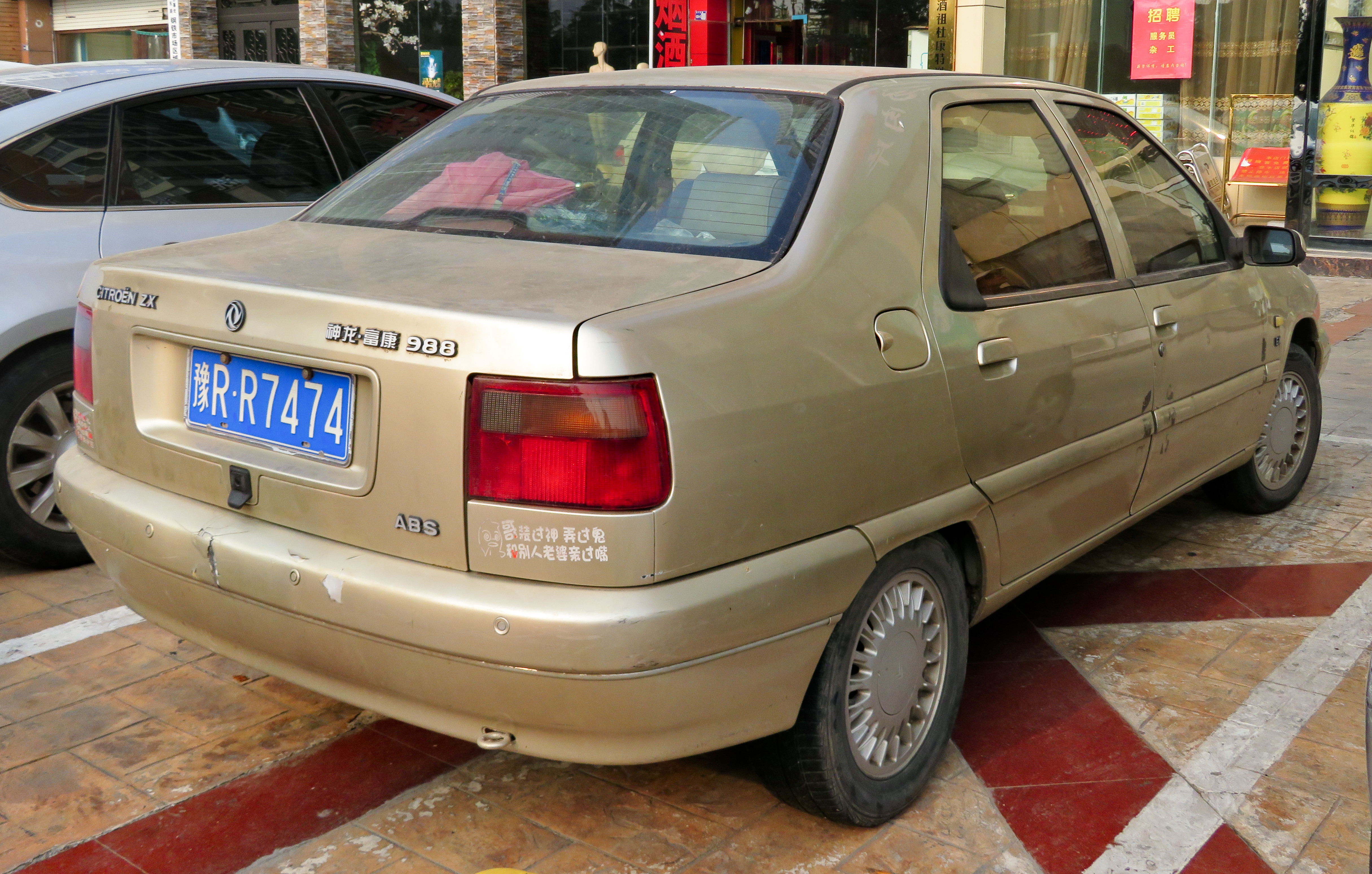
ZX Fukang 4 portes

A noter, au début des années 2000, le constructeur chinois de deux-roues JM Star a commercialisé une copie de la Fukang, appelé JM Star Meilu. Comme la Fukang, la JM Star Meilu était proposée en 4 ou 5 portes.
En 2003, le constructeur Geely a racheté JM Star. Cette deuxième marque a alors changé de nom pour devenir Shanghai Maple. Pendant quelque temps, la copie de la Fukang était commercialisée avec à la fois les désignations JM Star et Shanghai Maple, toujours sous le nom de Meilu.
Rapidement, la désignation JM Star a disparu pour laisser sa place à Shanghai Maple. Aussi, le modèle a changé de nom pour devenir Shanghai Maple Hisoon, Haixun (versions 5 portes), Haixun, Haiyu, Hysoul, Haishang, Marindo, Haifeng (versions 4 portes). Ces véhicules ont été fabriqués jusqu'au début des années 2010.
En 2005, Dongfeng-Citroën avait attaqué en justice Shanghai Maple devant les tribunaux chinois mais n'a pas obtenu gain de cause.

### Élysée

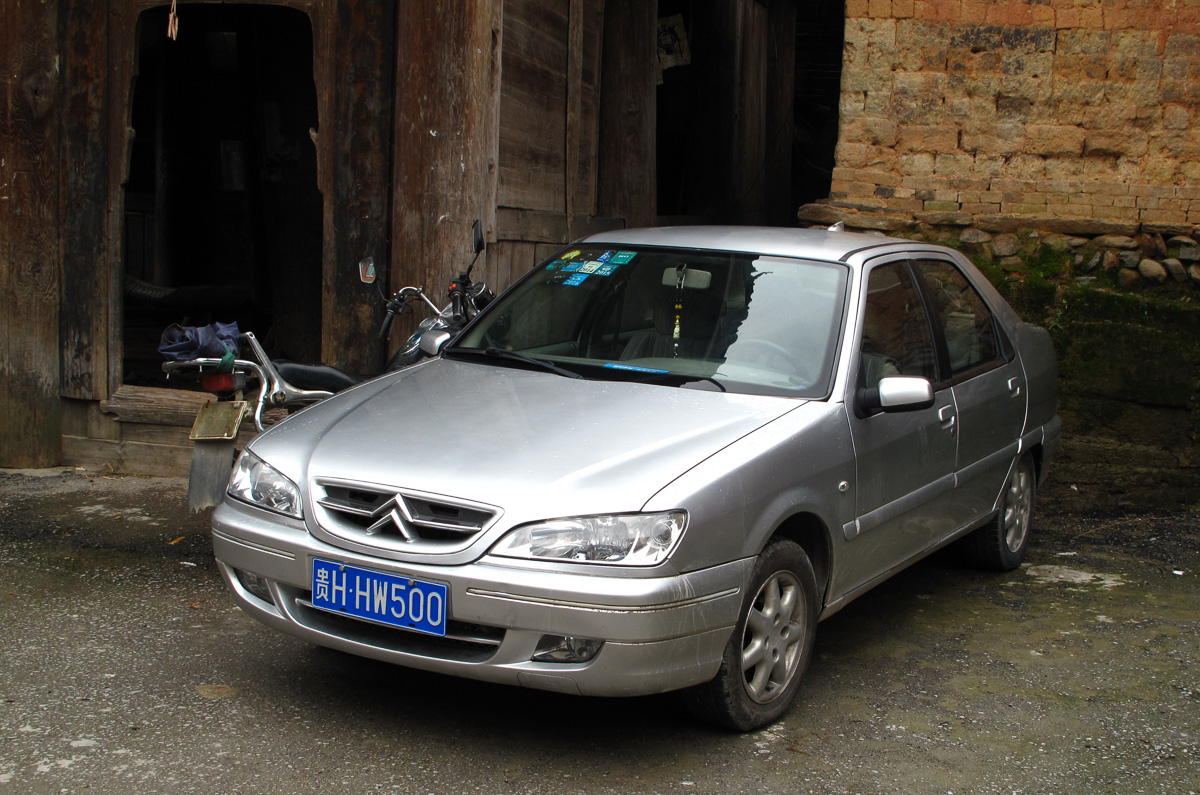
Citroën Elysée

En juin 2002, la version 4 portes a subi un restylage et a été rebaptisée Citroën Élysée. Toujours basée sur la ZX - qui a disparu en France en 1998 - l'Élysee se distingue de la Fukang qu'elle remplace par une ligne modernisée.
La 5 portes est plus modestement restylée et reste nommée ZX Fukang.
La face avant reçoit de nouvelles optiques rappelant celles de la Xantia ainsi qu'une nouvelle calandre et un nouveau bouclier tandis qu'à l'arrière, seuls les feux sont retouchés, la partie supérieure étant désormais couleur cristal.

À l'intérieur, le changement est plus évident. La planche de bord est désormais intégralement reprise de la Xsara, ce qui améliore considérablement la finition générale de l'auto. 

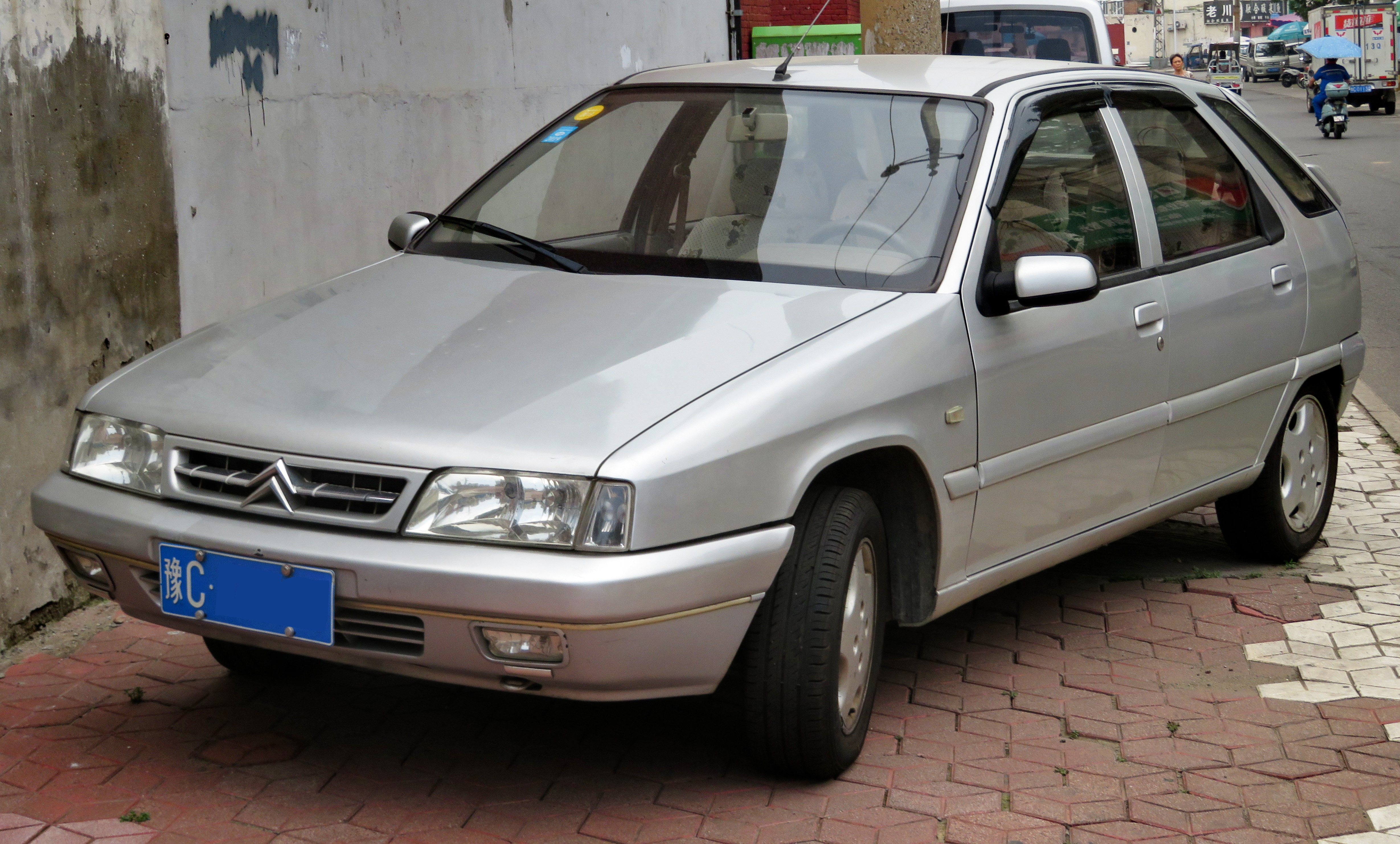
Citroën ZX Fukang phase 2
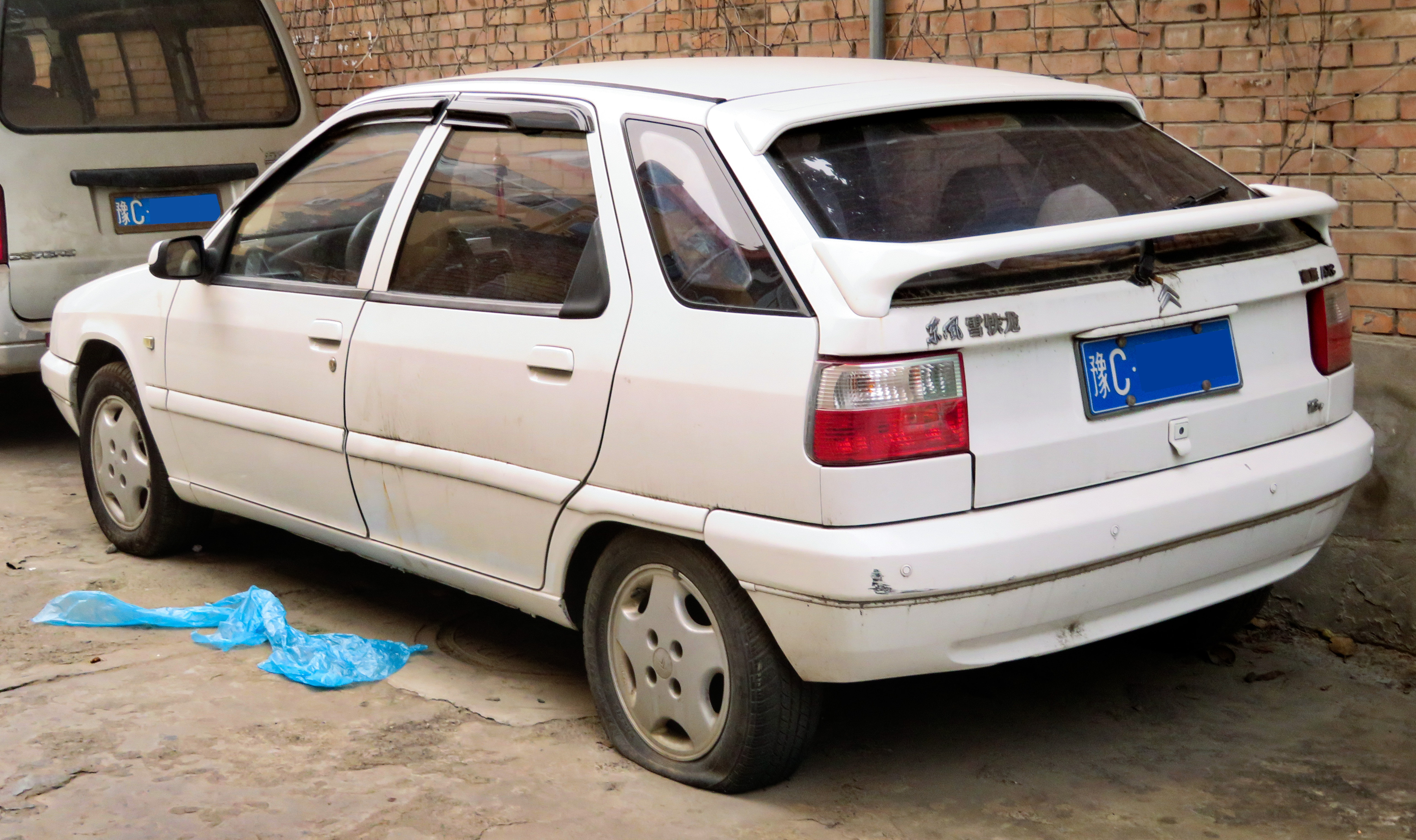
Citroën ZX Fukang phase 2
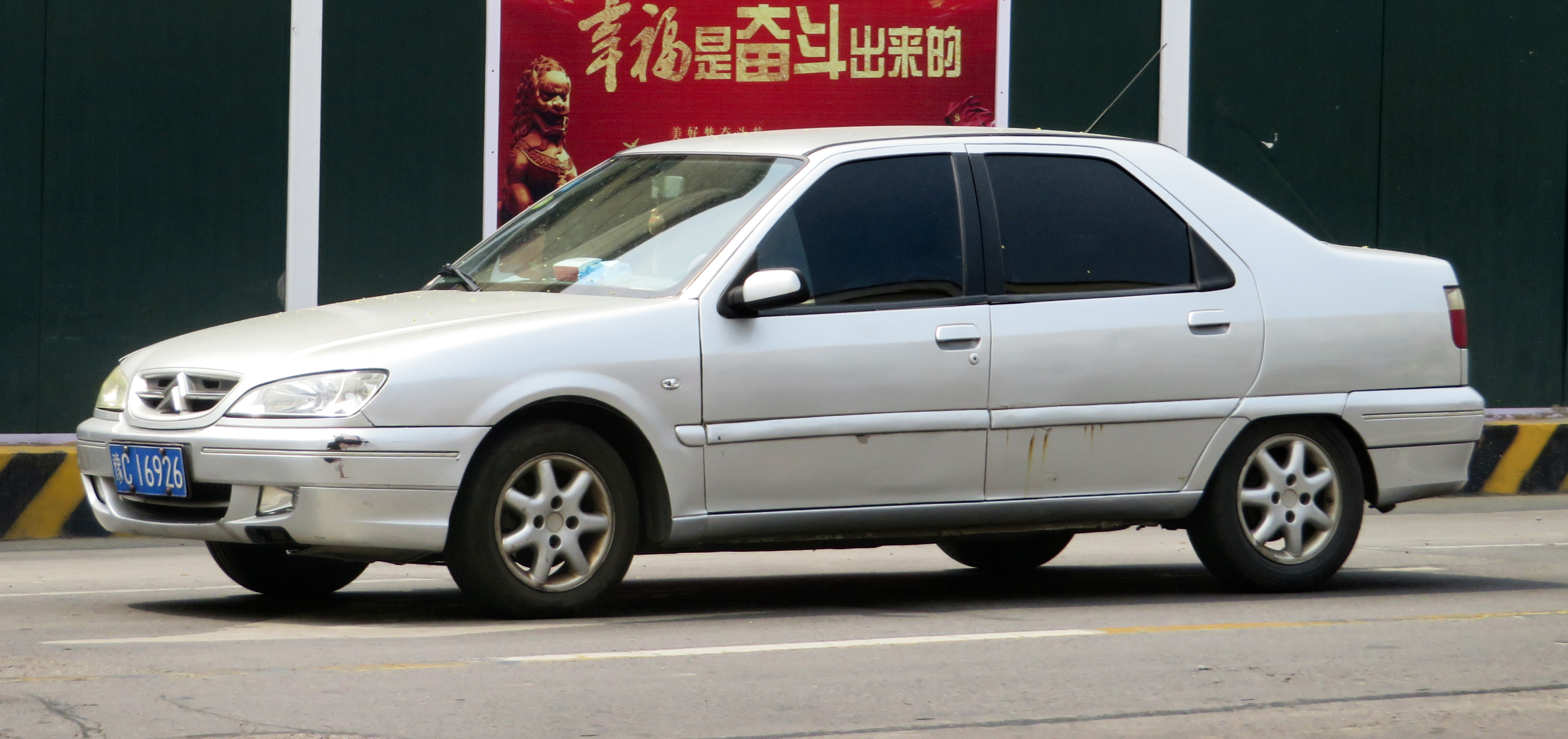
Citroën Elysée
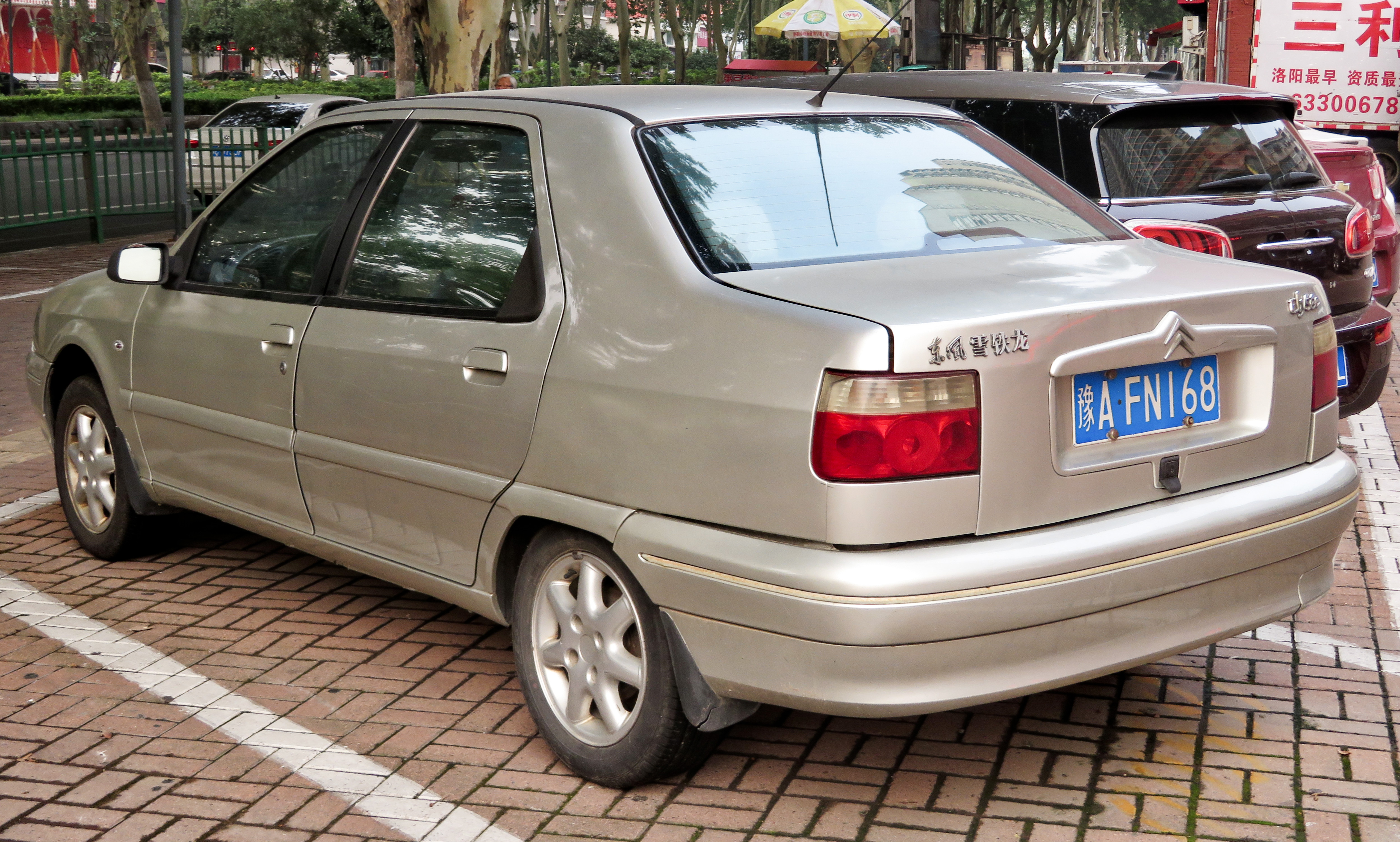
Citroën Elysée

Citroën lance rapidement une version à empattement allongé de 15 cm de son Elysée, appelée Citroën Elysée VIP. On la reconnait à son montant B et à son badge VIP.

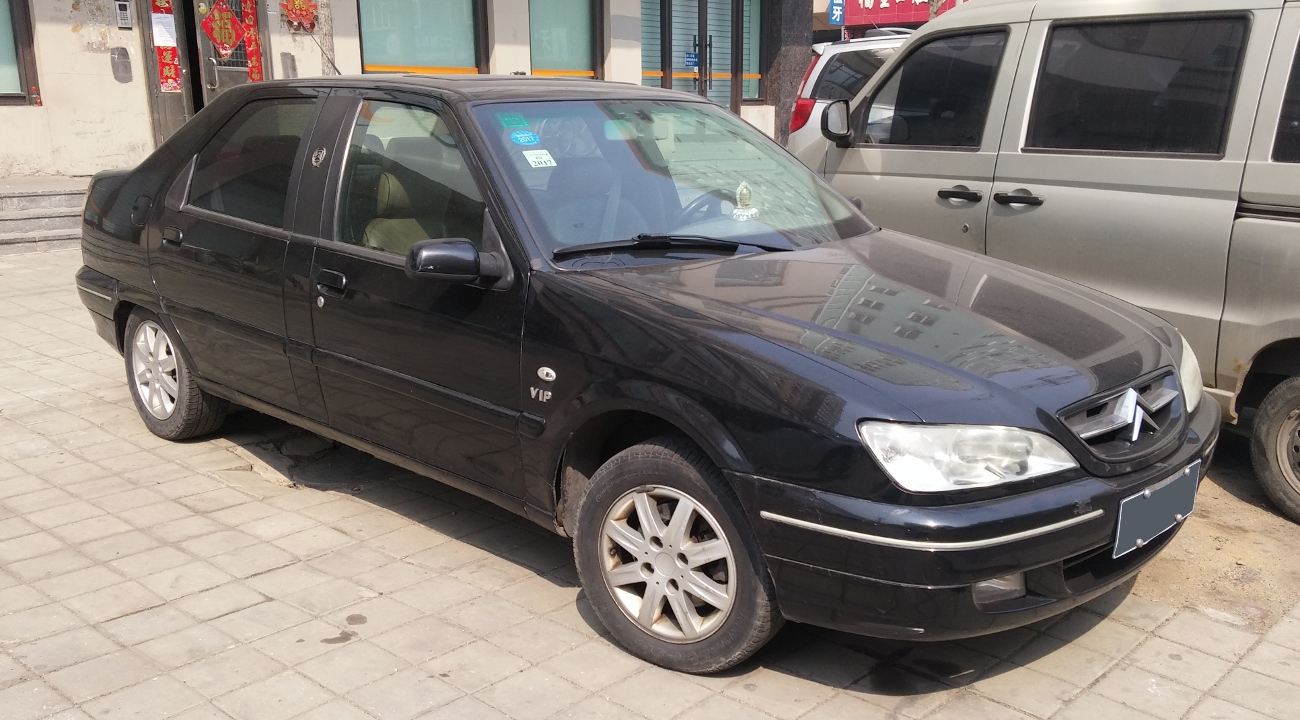
Citroën Elysée VIP
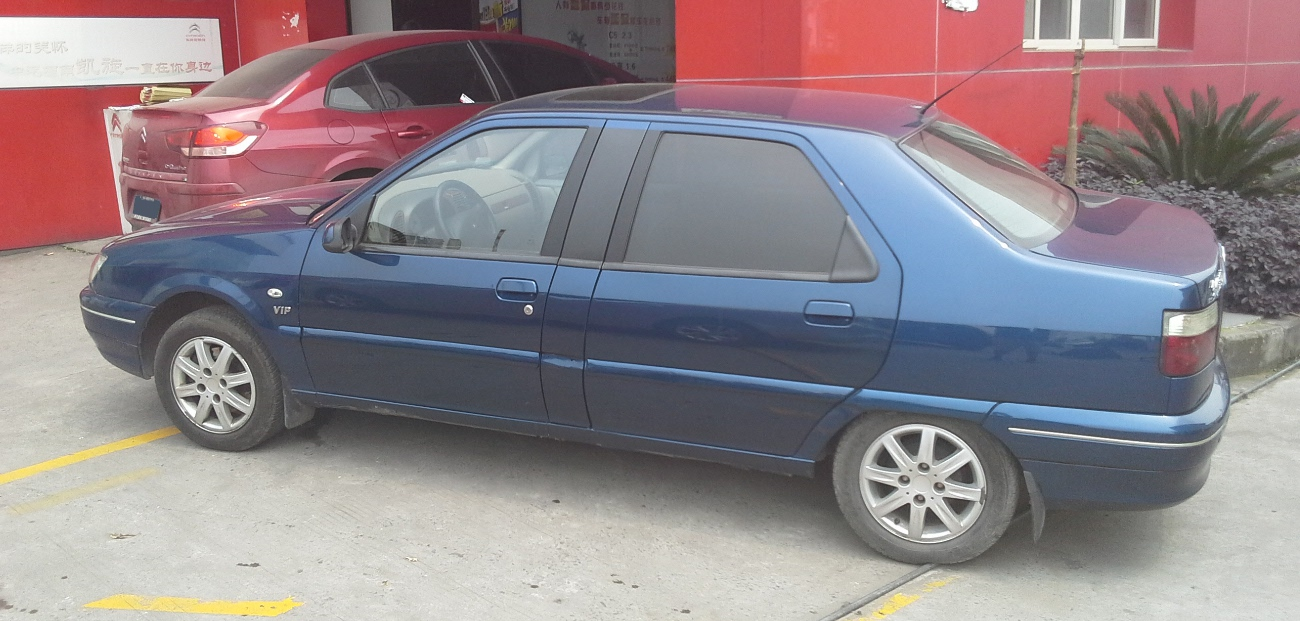
Citroën Elysée VIP

À noter qu'une version sportive VTS de l'Elysée est lancée en 2005.

### C-Élysée I
En 2008, alors que le modèle se vend toujours convenablement, l'Élysee bénéficie de nouvelles modifications et devient au passage C-Élysée, afin de respecter la nouvelle nomenclature des modèles de la marque. Elle est présentée par Citroën le 8 avril 2008 à Pékin (Beijing) et inaugure une face avant entièrement inédite désormais inspirée de la récente Citroën C5 II.

Citroën C-Elysée 4 portes phase 1
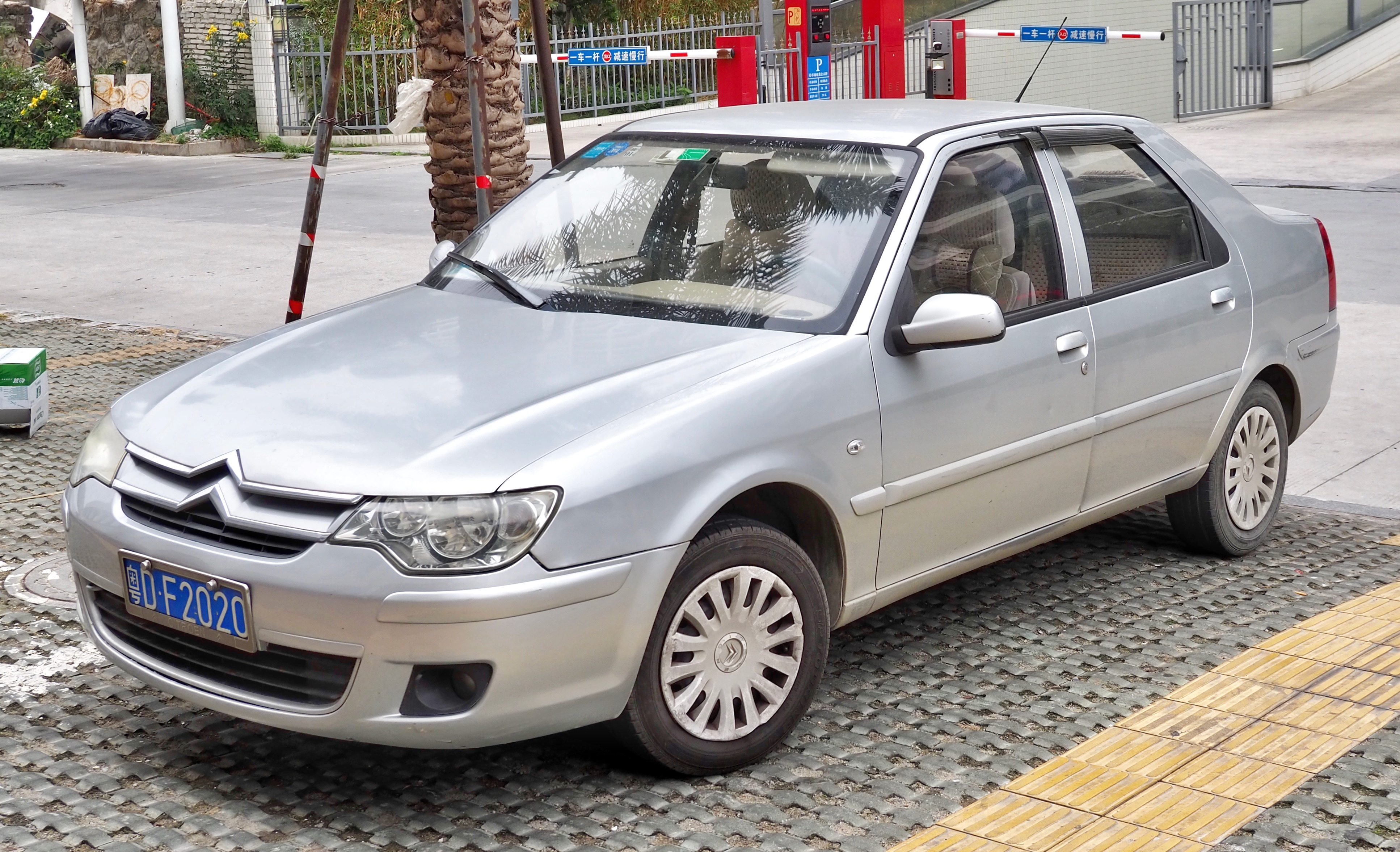
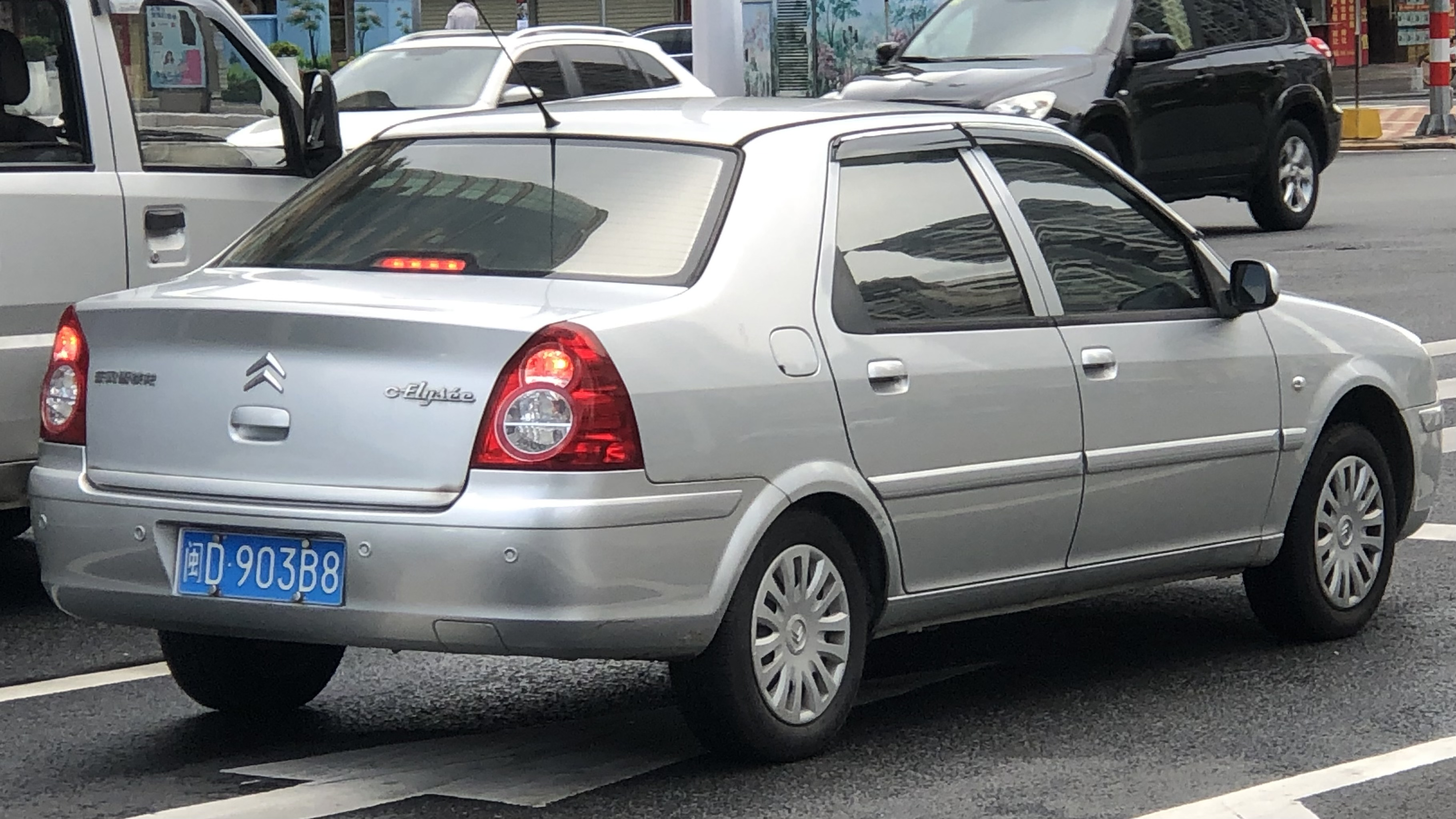

Par rapport à l’Élysée, la C-Élysée a subi 300 modifications destinées à améliorer la voiture dans tous les domaines (freinage à système antiblocage de dernière génération, suspension modifiée afin de réduire le niveau sonore, nouveaux équipements, etc).
Extérieurement, l'auto se distingue immédiatement de l'Élysée qu'elle remplace par une face avant beaucoup plus moderne. Les optiques avant sont redessinés, tout comme le bouclier tandis que les chevrons sont agrandis et reçoivent les traditionnelles barrettes chromées. À l'arrière, le bouclier est lui aussi remodelé tandis que les feux issus de la ZX sont abandonnés.
Dans un premier temps uniquement disponible en carrosserie 4 portes, le modèle est disponible en trois niveaux de finition et cinq versions. Il ne dispose que d'une seule motorisation, un quatre cylindres essence 1.6i disponible en boîte manuelle 5 rapports ou automatique 4 rapports.

Un an après, en 2009, la version bicorps 5-portes revient au catalogue. 

Citroën C-Elysée 5 portes phase 1
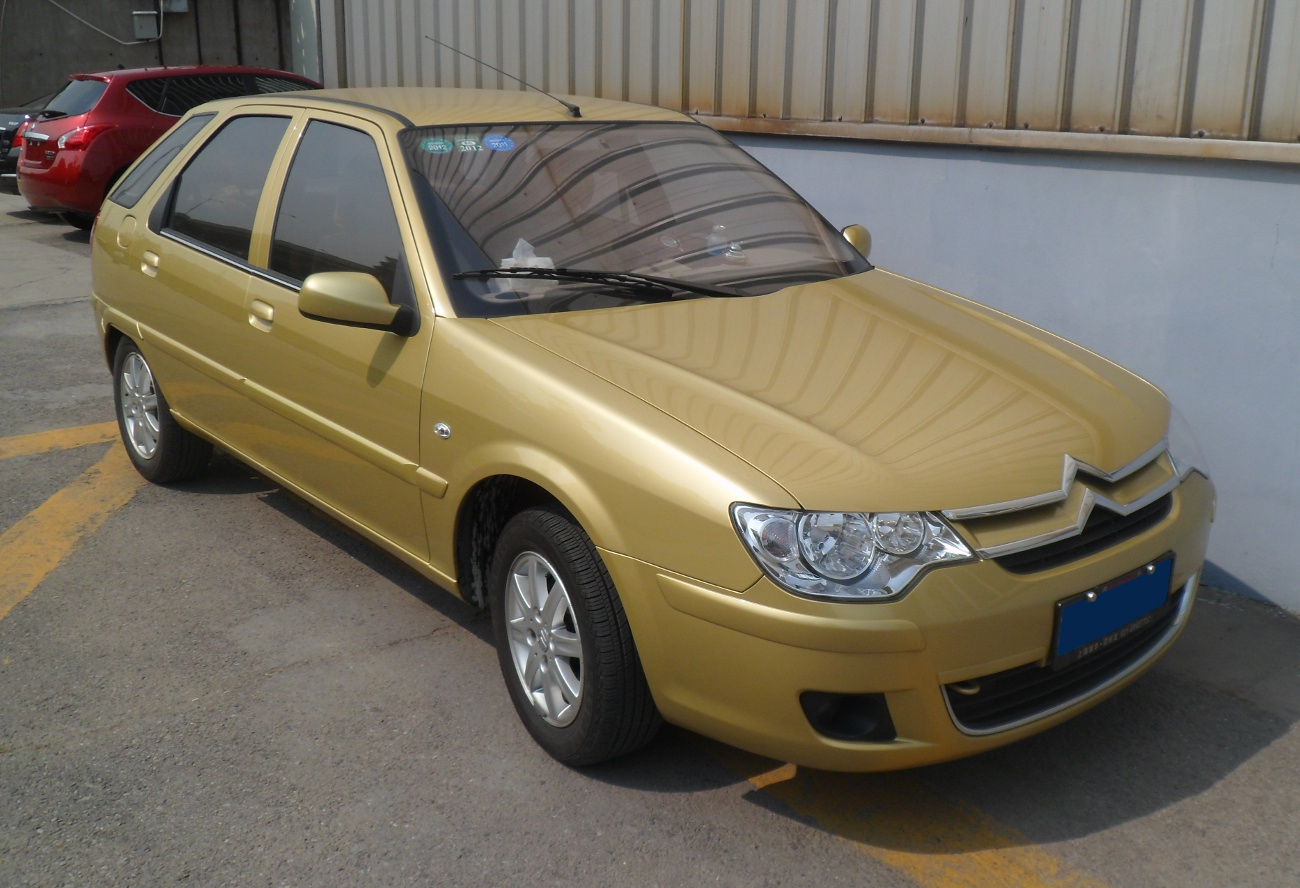
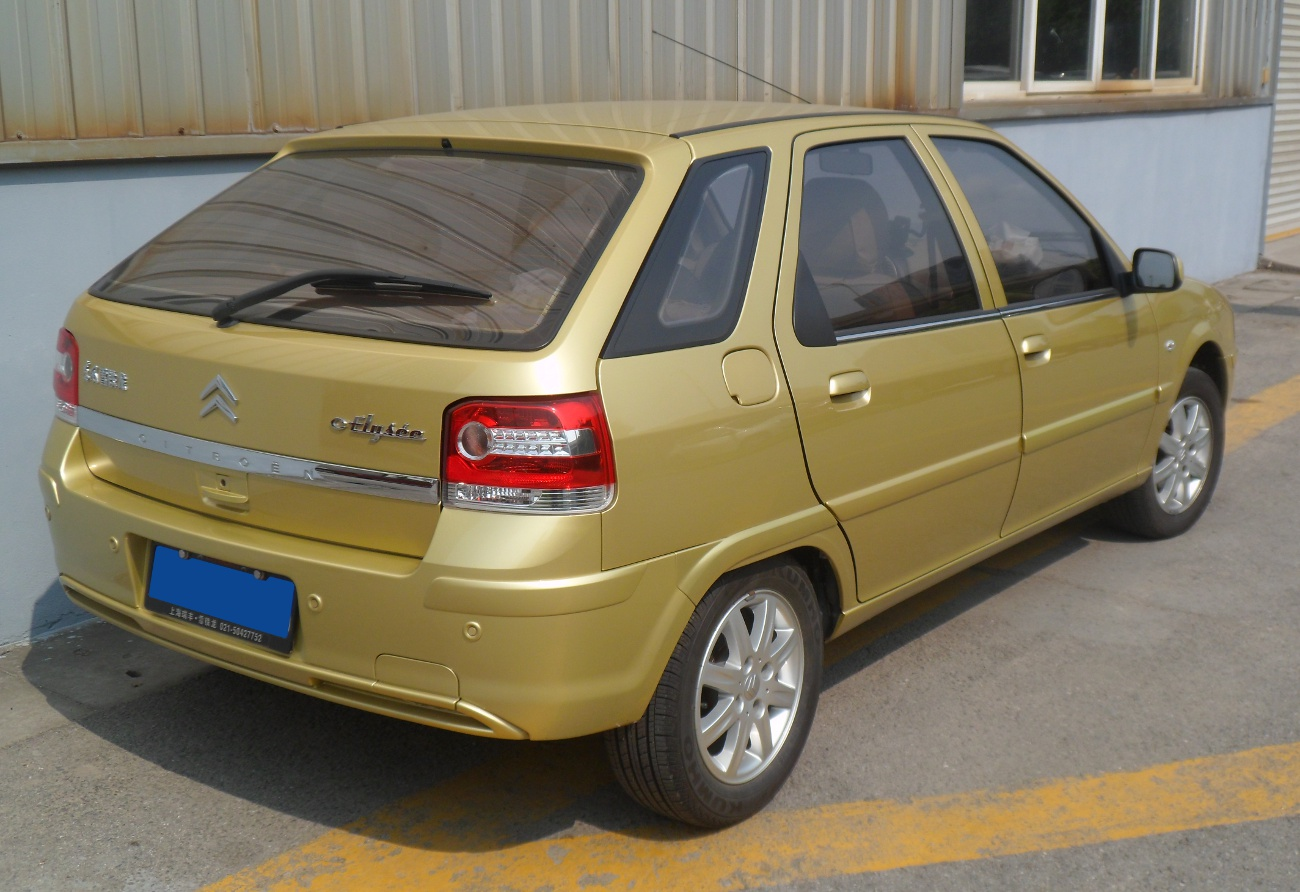

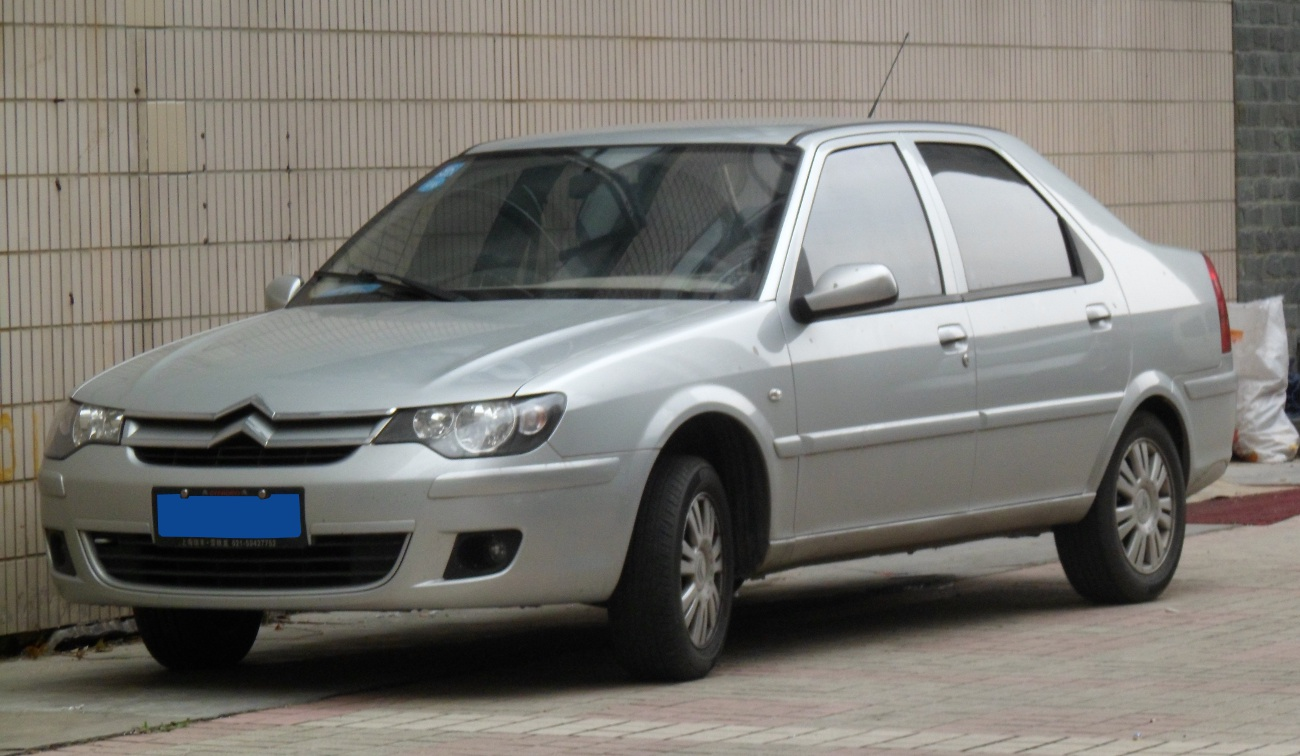
Citroën C-Élysée 1 4p phase 2.

En 2012, en prévision du lancement imminent de la deuxième génération, la C-Élysée reçoit de nouveaux feux avant, désormais sur fond noir. Ce sera la dernière modification de la voiture, dont la fabrication a pris fin en décembre 2014, 17 ans après la Citroën ZX servant de base.

## Deuxième génération

### C-Élysée II
Dévoilée par Citroën le 20 juin 2012, la deuxième génération de C-Élysée se présente comme une berline tricorps qui, comme la Peugeot 301, partage la base technique éprouvée de la Citroën C3 et la Peugeot 208. Reposant sur un empattement allongé de 2,65 m pour une longueur totale de 4,44 m, cette deuxième génération cesse d'être uniquement destinée au marché automobile chinois.
Elle est ainsi assemblée en Chine (usine DPCA de Wuhan) pour le marché domestique mais aussi en Espagne (usine de Vigo). Destinée en priorité aux marchés émergents, elle est exportée d'Espagne vers de nombreuses régions telles que le Maghreb, l'Amérique latine, le Moyen et le Proche-Orient ou encore l'Afrique subsaharienne. Elle est également commercialisée dans les départements français d'outre-mer ainsi que dans certains pays d'Europe adeptes de ce type de carrosserie (notamment au Sud et à l'Est du continent).
La C-Elysée s'ouvre progressivement à de nouveaux marchés d'export, tels que l'Argentine, l'Italie ou encore la France à partir de mars 2016,,,,,. La décision d'importer le C-Elysée en France a été prise après que la marque ai constaté que les mandataires indépendants diffusaient déjà largement ce modèle dans le pays depuis plusieurs années, comme ils l'avaient fait pour la Citroën C4 I Sedan. Citroën n'a pas souhaité communiquer sur son entrée dans la gamme en France, aucune campagne publicitaire de lancement n'a donc été menée.

En avril 2016, Citroën présente au salon de Pékin une version électrique nommée Citroën E-Elysée,.

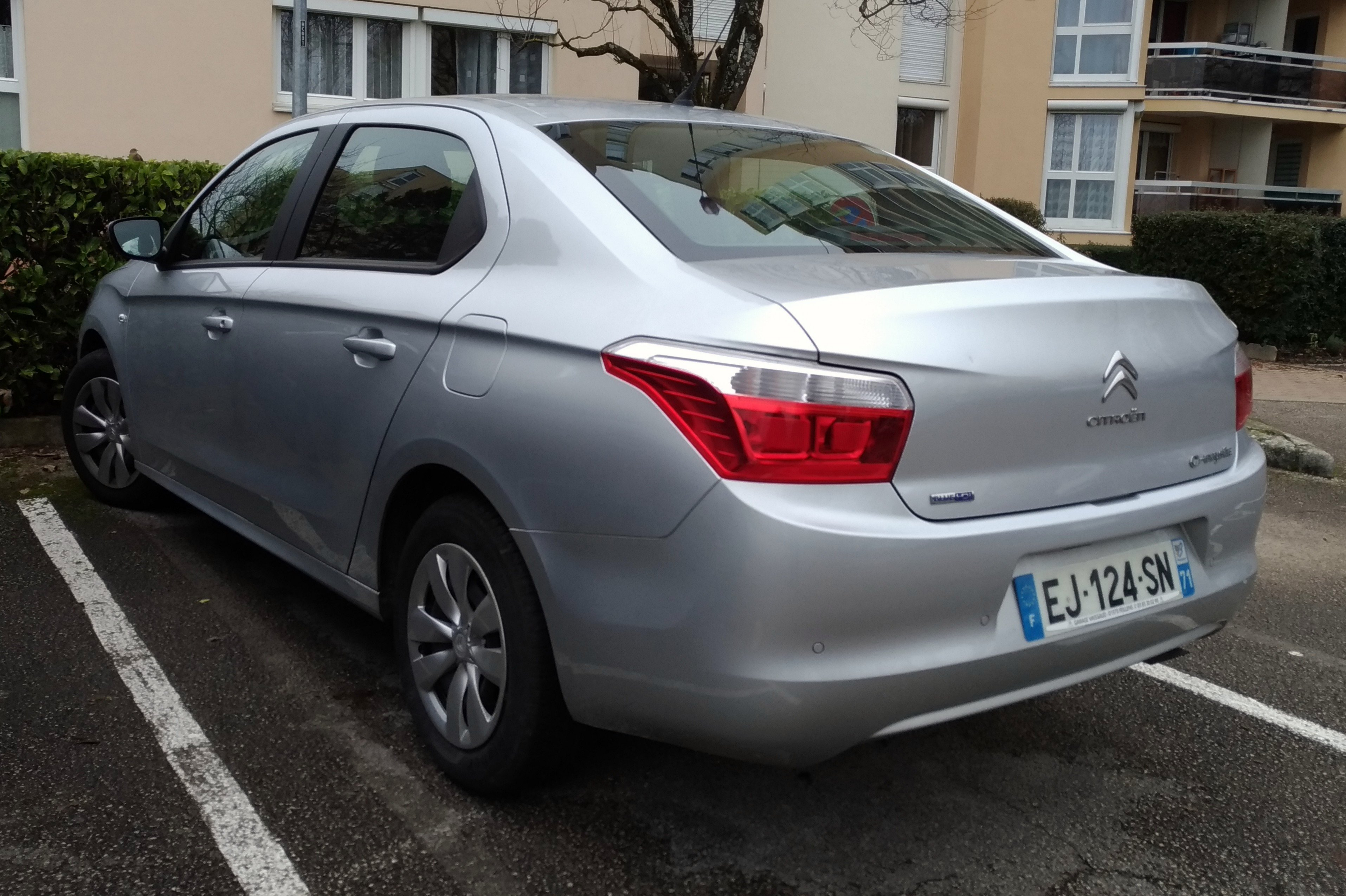
Citroën C-Elysée phase 1
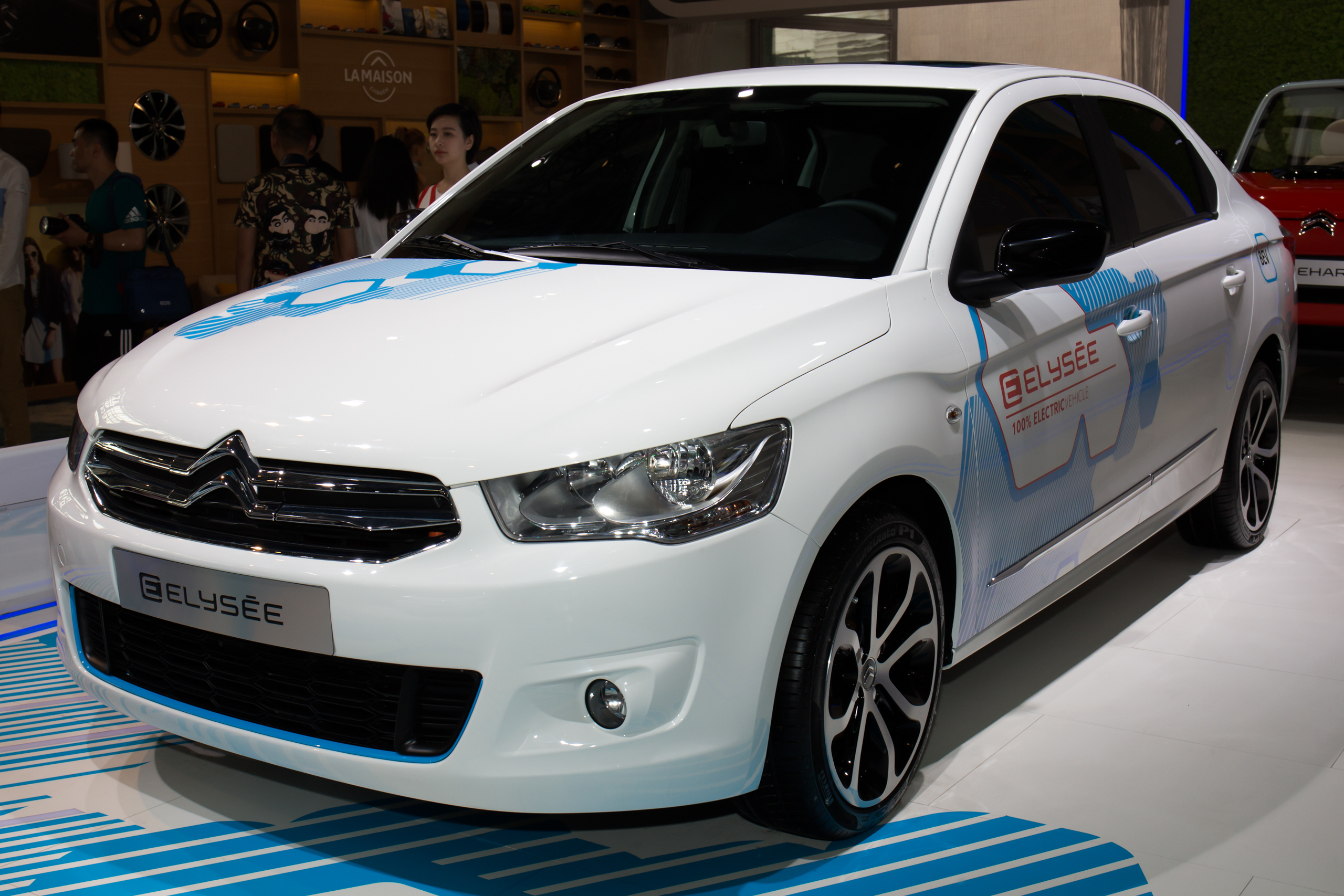
Citroën E-Elysée

Le 14 novembre 2016, elle est présentée dans sa version restylée. La calandre s'élargit et entoure les projecteurs qui sont redessinés en chrome, les feux arrière sont à effet 3D et un nouveau système multimédia apparaît à l'intérieur.

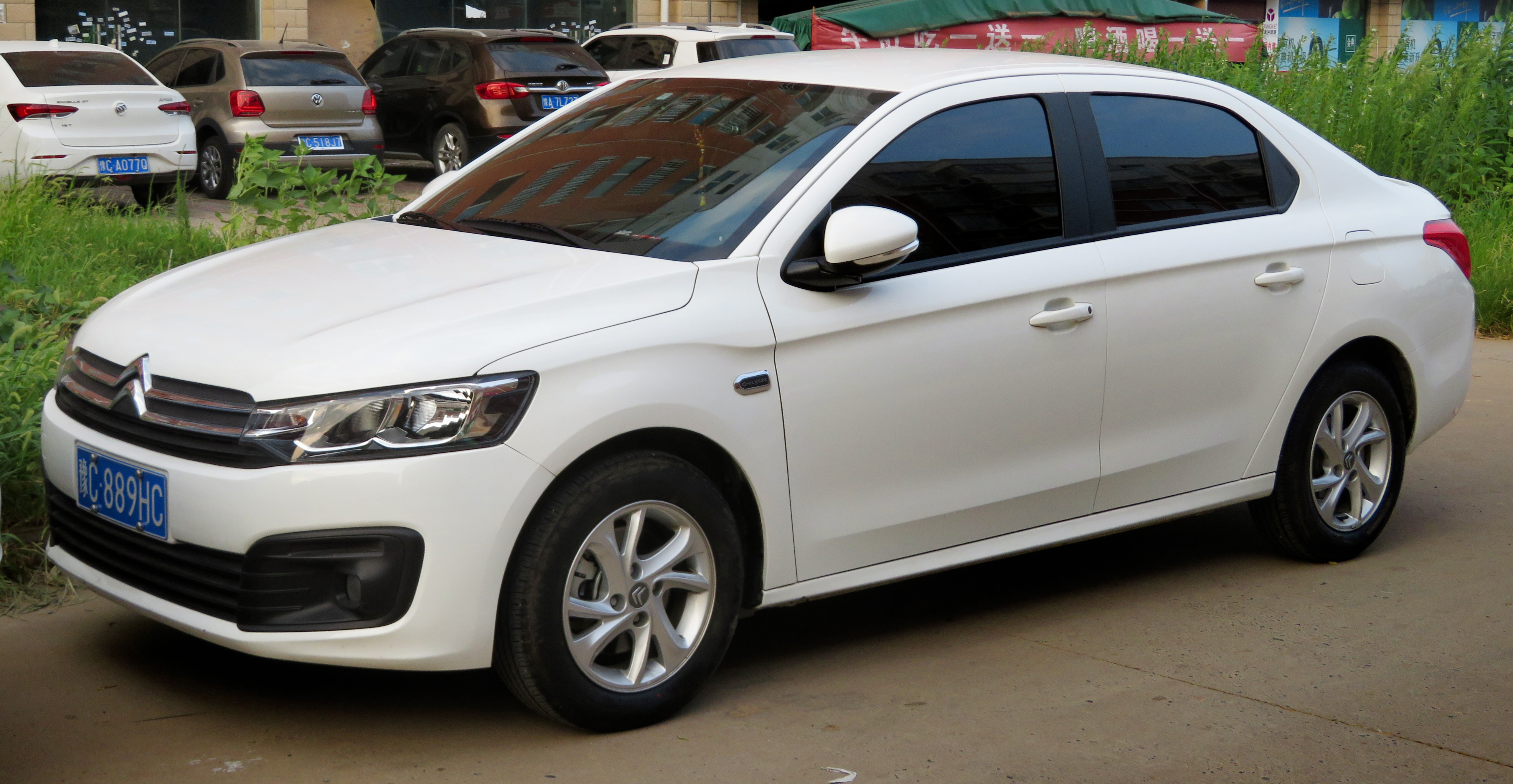
Citroën C-Elysée phase 2
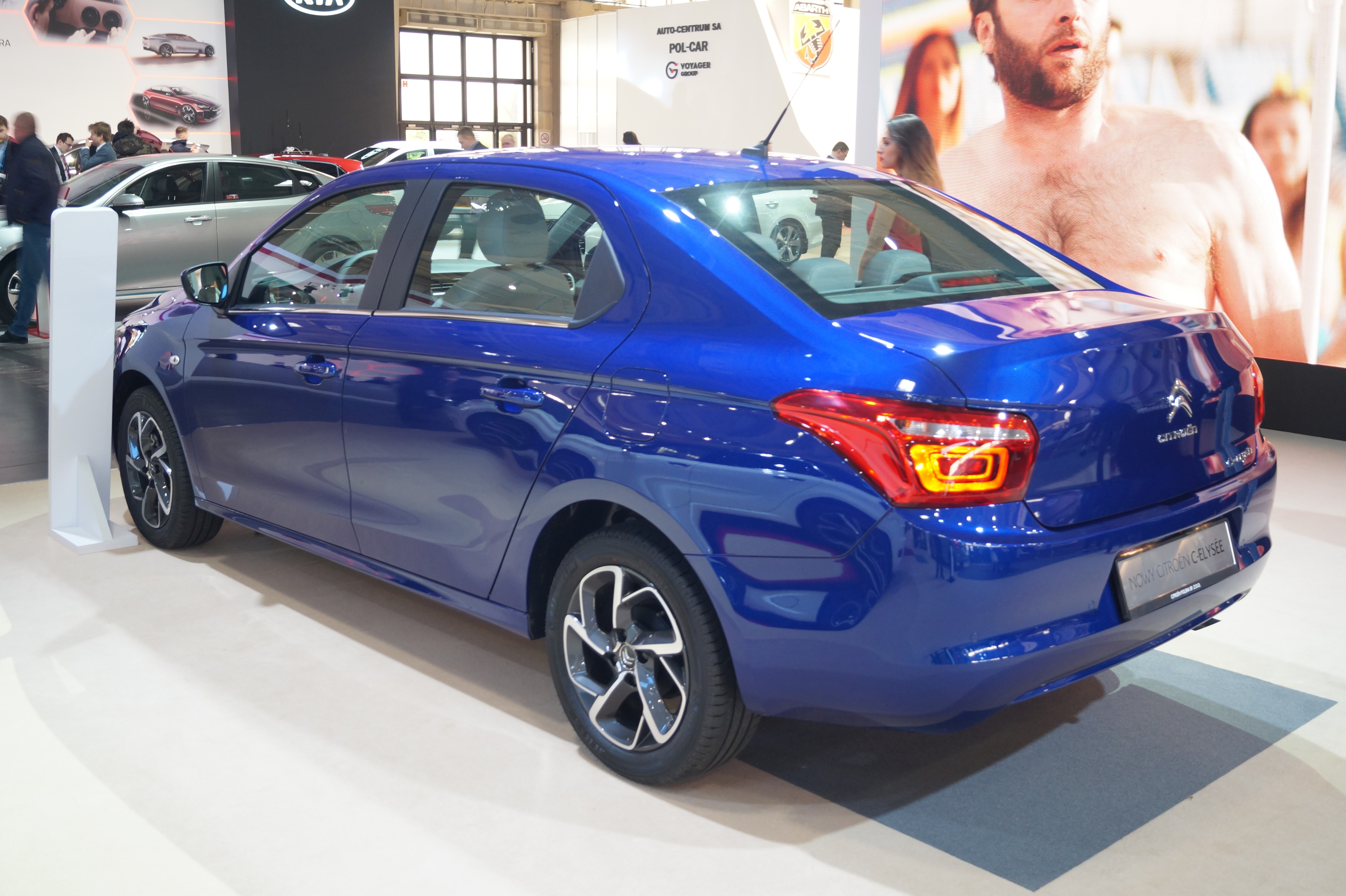
Citroën C-Elysée phase 2

En Chine, la C-Elysée est remplacée en 2020 par la C3-L, un dérive tricorps du C3-XR, qui est lui-même un SUV dérivé de la C-Elysée. La C-Elysée y reste toutefois fabriquée sous d'autres formes : Dongfeng en lance une version électrique, principalement destinée à servir d'auto-école. Ce modèle est produit sous deux marques :
- Dongfeng Junfeng EV30[21],[22]. Ce véhicule est lancé en 2018.
- Dongfeng Fukang e-Elysée[23], dans le cadre de la co-entreprise Dongfeng Peugeot Citroën Automobiles. La marque Fukang est un hommage aux ZX chinoises qui portaient originellement ce nom. Le modèle est lancé en 2021.

En 2019, la C-Elysée est prématurément retirée du marché français. Elle est même retirée de la vente dans son pays de fabrication, le marché espagnol, courant 2021,. Cela n'empêche pas de voir sa fabrication à Vigo aux côtés de la Peugeot 301 se poursuivre afin d'alimenter la demande dans d'autres pays comme le Chili, la Colombie, la Turquie ou le Maroc,,,,.

#### Motorisation
Les motorisations essence proposées sont les nouvelles générations des moteurs EB2M (sans déphaseur d'arbres à cames) 1,2 l VTi 72 ch et EC5 1,6 l VTi 115 ch. L'unique moteur diesel présent au catalogue est représenté par le 1,6 l HDi 92 ch (avec ou sans filtre à particule suivant le pays de commercialisation). Ces derniers sont tous conformes à la norme de dépollution Euro5 (avec FAP pour le HDI). Pour la norme Euro 6, la C-Élysée reçoit le moteur 1.2EB2F (82 ch) et le 1.6 BlueHDI 100 (DV6F), moteurs identiques à ceux du reste de la gamme Citroën.
|                            | 1.5 BlueHDi 100           | 1.6 HDi 92                | 1.6 BlueHDi 100           | 1.2 VTi 72             | 1.2 VTi 72             | 1.2 VTi 82             | 1.2 VTi 82             | 1.6 VTi 115            | 1.6 VTi 115            | 1.6 VTi 115            |
| -------------------------- | ------------------------- | ------------------------- | ------------------------- | ---------------------- | ---------------------- | ---------------------- | ---------------------- | ---------------------- | ---------------------- | ---------------------- |
| Moteur                     | 4-cylindres (type DV/DLD) | 4-cylindres (type DV/DLD) | 4-cylindres (type DV/DLD) | 3-cylindres (type EB)  | 3-cylindres (type EB)  | 3-cylindres (type EB)  | 3-cylindres (type EB)  | 4-cylindres (type EC)  | 4-cylindres (type EC)  | 4-cylindres (type EC)  |
| Cylindrée (en cm3)         | 1499                      | 1560                      | 1560                      | 1199                   | 1199                   | 1199                   | 1199                   | 1597                   | 1597                   | 1597                   |
| Puissance maximale         | 99 ch à 3 500 tr/min      | 92 ch à 4 000 tr/min      | 99 ch à 3 750 tr/min      | 72 ch à 5 500 tr/min   | 72 ch à 5 500 tr/min   | 82 ch à 5 750 tr/min   | 82 ch à 5 750 tr/min   | 115 ch à 6 050 tr/min  | 115 ch à 6 050 tr/min  | 115 ch à 6 050 tr/min  |
| Couple maximal             | 250 N m à 1 750 tr/min    | 230 N m à 1 750 tr/min    | 254 N m à 1 750 tr/min    | 110 N m à 3 000 tr/min | 110 N m à 3 000 tr/min | 118 N m à 2 750 tr/min | 118 N m à 2 750 tr/min | 150 N m à 4 000 tr/min | 150 N m à 4 000 tr/min | 150 N m à 4 000 tr/min |
| Boîte de vitesses          | BVM6                      | BVM5                      | BVM5                      | BVM5                   | BMP5                   | BVM5                   | ETG5                   | BVM5                   | BVA4                   | BVA6                   |
| Vitesse maximale (en km/h) | 190                       | 180                       | 183                       | 160                    | 160                    | 169                    | 169                    | 188                    | 188                    | 188                    |
| 0-100 km/h (en s)          | 10,1                      | 11,2                      | 10,8                      | 14,2                   | 16,3                   | 12,9                   | 17                     | 11,8 à 9,4             | 10,8 à 10,3            | 11,1                   |
| Consommation (en L/100 km) | 3,9                       | 4,1                       | 3,9                       | 5,3                    | 5,1                    | 4,3                    | 4,4                    | 6,5 à 6,4              | 7,3 à 7,1              | 6,6 à 6,8              |
| Émissions de CO2 (en g/km) | 103                       | 108                       | 98                        | 124                    | 116                    | 99                     | 103                    | 151 à 148              | 168 à 164              | 151 à 167              |

#### WTCC
Une Citroën C-Elysée, spécialement préparée, dévoilée le 24 juillet 2013, est engagée au Championnat du monde des voitures de tourisme (WTCC), pour la saison 2014. Elle est équipée du même moteur 1.6 que la DS3 WRC, mais porté ici à 380 chevaux.
En 2014, Citroën/Total WTCC connait un vif succès. Les pilotes José María López, Sébastien Loeb, Yvan Muller remportent respectivement les trois premières places de la première manche au volant des trois exemplaires engagés de la Citroën C-Elysée WTCC. Citroën/Total WTCC domine la suite de la saison, remportant quatorze victoires au cours des quinze premières courses de la saison WTCC 2014, malgré le handicap d'un lest de 60 kg imposé aux Citroën C-Elysée WTCC, du fait de leurs nombreuses victoires.
L'équipe Citroën/Total WTCC remporte le titre de Champion du Monde des Constructeurs WTCC en 2014, 2015 et 2016. Les trois premières places du Championnat du monde des pilotes WTCC sont aussi occupées par les pilotes Citroën/Total WTCC.
Citroën se retire officiellement du WTCC et ne participera pas à l’édition 2017 afin de se concentrer sur le rallye avec la Citroën C3 WRC.